# Юліан
Юліа́н — українське чоловіче ім'я латинського походження, лат. Julianus «юліанський» — присвійний прикметник до лат. Julius («Юлій»).
Існує варіант написання цього імені — Улян, від якого походять прізвища Ульянов, Ульяничев та Ульяненко. Існує також і жіноча форма цього імені: Юліанія (Уляна).

## Походження
Ім’я Юліан є похідним ім’ям від імені Юлій, яке дослівно означає «з роду Юліїв» або ж «юліанець», тобто прихильник партії Юлія Цезаря. Римське родове ім’я Julius / Iulius мали римські консули, трибуни, а також імператор Гай Юлій Цезар. 
Від імені Юлій походить назва літнього місяця липня, (лат. Julius) — «липневий». Місяць «липень» названий на честь імператора Юлія Цезаря — «місяць Юлія (Цезаря)». 
Грецькою мовою назва місяця липня звучить як «Іулій», саме в такому вигляді воно зустрічається в церковних книгах, і саме з Візантії це ім’я з’явилося на Русі. З грецької мови ім’я Юліан перекладають як «кучерявий», «хвилястий», «пухнастий».

## В Україні
У українській мові ім’я Юліан має народний варіант вимови — Юліан, більш сучасне або ж розмовне вимова — Улян. Саме від цього імені відбулася прізвище Ульянов. Ім’я Іулій є застарілою формою чоловічого імені Юлій, родинного імені для Юліана.
Наголос в імені Юліан може бути як на останній, так і на перший склади. Від імені Юліан утворено жіноче ім’я Юліана, від імені Юлій — Юлія, а від Юліана — Уляна (Юліанія).

## Іменини
- 21 червня - вшанування пам’яті святого мученика Юліяна Тарсійського

- 13 липня - вшануванування пам’яті святого Юліяна, єпископа Кеноманійського

## Варіанти імені Юліан.
Юлько, Юлясь, Юльчик, Юлянчик, Юлі, Юліке, Юлік, Юлек, Юлда, Юл, Юлі, Джуліанетто, Джуліаніно, Джуліанелло,Юляш,Юаньчик

## Іншомовні аналоги
- болг. Джулиън,
- рос. Юлиан,
- укр. Юліан,
- англ., ісл., нід., нім., норв., нюн., пол. і швед. Julian,
- ісп. Julián,
- баск. Julen,
- фр. Julien,
- італ. Giuliano,
- рум. Gyula,
- гал.  Xián,
- грец. Τζούλιαν,
- івр.  חוליאן ,
- кит.: 朱利安,